# Albert Pepitone
Albert Pepitone (* 22. Januar 1925 in Brooklyn; † 17. März 2016 in Philadelphia) war ein US-amerikanischer Sozialpsychologe und Professor an der University of Pennsylvania.

## Leben
Nach der Highschool ging er an die New York University, um dort Musik zu studieren, wandte sich aber dann der Psychologie zu. Nach seinem B.A.-Abschluss 1942 an der New York University und seinem M.A.-Abschluss an der Yale University 1943 trat er in das Luftfahrtpsychologieprogramm der United States Army Air Forces ein, wo er an der Auswahl und Ausbildung von Piloten und anderem Personal arbeitete. Nachdem er für die Commission on Community Interrelations in New York gearbeitet und weiter kurz am Massachusetts Institute of Technology studiert hatte, lernte er Kurt Lewin kennen. Dieser verstarb aber frühzeitig und so folgte er Leon Festinger an die University of Michigan, wo er seine 1950 veröffentlichte Dissertation über die Auswirkungen der Motivation auf die soziale Wahrnehmung abschloss. Er kam 1951 an die University of Pennsylvania und trug dazu bei, dass die Sozialpsychologie als ein wichtiges Fach in dem Departement vertreten war. Er trat 1992 in den Ruhestand, blieb aber weiterhin in der Forschung aktiv.

## Werk
Er untersuchte eine Vielzahl von Themen, darunter Überzeugungen über Gerechtigkeit und faire Verteilungen, Gruppenkohäsion, Feindseligkeit, quantitative Aspekte des Urteilsvermögens, zwischenmenschliche Anziehungskraft und die Verwendung „nicht-materieller Überzeugungen“, wie z. B. der Glaube an das Schicksal, zur Interpretation von Lebensereignissen. Wenn möglich, verfolgte er bei diesen Themen eine kulturübergreifende Sichtweise. Sein Interesse an Fragen der wahrgenommenen Gerechtigkeit und Ungerechtigkeit erstreckte sich auch auf praktische Anwendungen, wie die Beurteilung der angemessenen Bestrafung von Verbrechen. Er trug auch zur allgemeinen Diskussion über das Wesen und den Zweck der Sozialpsychologie bei. Er war der Ansicht, dass das menschliche Verhalten durch mehrere Faktoren bestimmt wird und dass eine Mikroanalyse einer einzelnen Facette (der psychologischen, der biologischen oder der sozialen) völlig unzureichend ist.
Bekannt wurde auch seine mit Leon Festinger und Theodore M. Newcomb verfasste Studie über die Folgen Deindividuierten Verhaltens. Dabei wurden Gedankengänge von Gustave Le Bon aufgegriffen und auf Gruppenprozesse angewandt; die Bezeichnung Deindividuation wird hier erstmals verwendet.

## Ehrungen
- Fulbright-Forschungsstipendium an der Universität Groningen
- Fulbright-Forschungsstipendium am Nationalen Institut für Psychologie in Rom
- Gastprofessuren an der Universität La Sapienza, der Universität Venedig und der Universität Bologna
- 1975: Präsident der Society for the Psychological Study of Social Issues
- 1978: Präsident der Society for Cross-cultural Research
- 1983: Präsident der Society for Personality and Social Psychology
- Fellow der American Psychological Association
- Fellow der Society of Experimental Psychology

## Privates
Er spielte Klarinette und Saxophon in Jazzensembles und Swing Bands. Er war verheiratet mit Emmy A. Pepitone, ebenfalls eine Sozialpsychologin und Professorin am Bryn Mawr College in Philadelphia; das Ehepaar hatte drei Töchter, Leslie, Jessica und Andrea, und einen Sohn Viktor. Seine Frau und sein Sohn verstarben vor ihm; er selbst wurde 91 Jahre alt.

## Publikationen (Auswahl)
Herausgeberschaften
- Attraction and Hostility. An Experimental Analysis of Interpersonal and Self Evaluation. Routledge, Taylor & Francis Group, New York 1964, ISBN 978-0-202-30886-9.
- Mit Janusz Trempata; Bertram H. Raven: Lewinian Psychology. Proceedings of the International Conference 2006 Kurt Lewin: Contribution To Contemporary Psychology. September 10.-12.2004, Bydgoszcz-Moglino. Kazimierz Wielki University Press, Bydgoszc 2006.

Zeitschriftenartikel
- A Social Psychology Perspective on the Study of Culture: An Eye on the Road to Interdisciplinarianism. In: Cross-Cultural Research, 2000, 34 (3), S. 233–249.
- Mit Yueh-Ting Lee; Linda Albright: Descriptive and Prescriptive Beliefs About Justice: A Sino-U.S. Comparison. In: Cross-Cultural Research, 1997, 31 (2), S. 101–120.
- Culture and the cognitive paradigm in social psychology. In: Australian Journal of Psychology, 1986, 38 (3), S. 245–256.
- Mit Kathleen L’Armand: The justice and injustice of life events. In: European Journal of Social Psychology, 1996, 26 (4), S. 581–597.
- Mit Harry C. Triandis: On the Universality of Social Psychological Theories. In: Journal of Cross-Cultural Psychology, 1987, 18 (4), S. 471–498.
- Social Psychological Perspectives on Crime and Punishment. In: Social Issues, 1975, 31 (4), S. 197–216.